# Espermarquia

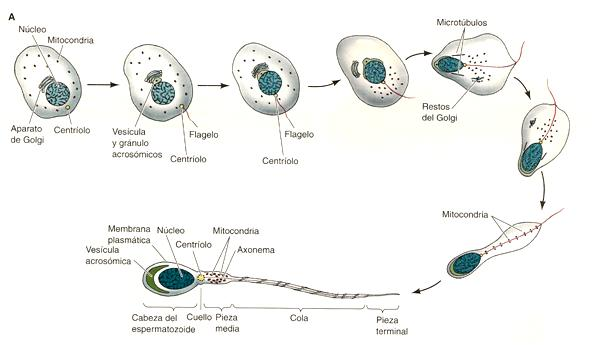
Espermiogénesis

Se llama espermarquia a la primera eyaculación que se produce en el hombre. Tiene lugar generalmente entre los 12 y los 14 años, aunque la variación individual es amplia y puede ocurrir a una edad tan temprana como los 10 años, o tardía, hasta los 16, sin que ello signifique que exista una anomalía del desarrollo. Puede considerarse como el equivalente a la menarquia o primera menstruación de las mujeres.

## Espermarquia y fertilidad
La llegada de la espermarquia puede ocurrir de forma involuntaria durante la noche, en el transcurso del sueño (polución nocturna), que es un fenómeno totalmente normal, o ser voluntaria por masturbación; frecuentemente el joven no recuerda la fecha exacta de su aparición. La espermarquia no implica que exista fertilidad, pues las primeras eyaculaciones ocurren antes de que esté completado el desarrollo testicular y por lo tanto el semen contiene escasa cantidad de espermatozoides. Aunque no se puede establecer con exactitud el momento a partir del cual un varón puede llegar a ser padre, se considera generalmente que es posible un año después de la espermarquia.

## Fenómenos acompañantes
La aparición de la espermarquia suele acompañarse por otros fenómenos característicos de la fase media de la adolescencia, como aumento de la velocidad de crecimiento, cambio en la morfología corporal, crecimiento del pene y testículos, acné, preocupación por el atractivo físico y primeros impulsos sexuales.